# 姚官屯镇
姚官屯镇，是中华人民共和国河北省沧州市沧县下辖的一个镇，原名姚官屯乡，2021年10月21日撤乡设镇。

## 行政区划
姚官屯镇下辖以下地区：
姚官屯村、姜庄子村、窦店村、高官屯村、仁和村、东花园村、后程子村、前李寨村、马落坡村、东孟庄子村、张辛庄村、王福庄村和干河村。